# دینا الیور
دینا الیور (زاده ی ٢٧ سپتامبر ١٩٥٢) بازیگر آمریکایی است. عمده شهرت وی به خاطر دوبله ی کاراکتر توستر در انیمیشن توستر کوچولوی شجاع است.وی همچنین تهیه کننده ی فیلم مریخی مورد علاقه من و فیلم های دیگری نیز بوده است.در ضمن،وی نویسنده ی نمایش های تلویزیونی از جمله «Animaniacs» و «Tiny Toon Adventures» بوده است.